# Leonotis myrothamnifolia
Leonotis myrothamnifolia là một loài thực vật có hoa trong họ Hoa môi. Loài này được Iwarsson & Y.B.Harv. mô tả khoa học đầu tiên năm 2003.